# Valle del Tiétar
Valle del Tiétar är en dal i Spanien. Den ligger i den centrala delen av landet, 100 km väster om huvudstaden Madrid.